# Lifeforce, l'Étoile du mal
Pour plus de détails, voir Fiche technique et Distribution.
Lifeforce, l'Étoile du mal (Lifeforce) est un film britannique réalisé par Tobe Hooper sorti en 1985. Il est inspiré du roman Les Vampires de l'espace (The Space Vampires) de Colin Wilson.

## Synopsis
La navette spatiale américano-britannique Churchill explore un immense vaisseau extra-terrestre, apparemment naufragé, dissimulé dans la queue de la comète de Halley. Trois êtres humanoïdes, une femme et deux hommes apparemment en état d'hibernation, sont ramenés sur le sol britannique. Lorsque ceux-ci se réveillent, on découvre qu'ils « vampirisent » les êtres humains en leur soutirant non pas leur sang, mais leur « force vitale ». Les victimes de cette ponction, pour survivre, se voient obligés de vampiriser à leur tour, donnant ainsi naissance à une pandémie impossible à contenir.

## Fiche technique
Sauf indication contraire, les informations mentionnées dans cette section peuvent être confirmées par la base de données cinématographiques IMDb,  présente dans la section « Liens externes ».
- Titre français : Lifeforce, l'Étoile du mal
- Titre original : Lifeforce
- Réalisation : Tobe Hooper
- Scénario : Dan O'Bannon et Don Jakoby, d'après le roman Les Vampires de l'espace de Colin Wilson
- Photographie : Alan Hume
- Effets spéciaux visuels: John Dykstra
- Effets spéciaux maquillage : Nick Maley
- Musique : Henry Mancini et Michael Kamen (musique additionnelle sur la version US)
- Production : Yoram Globus, Menahem Golan
- Sociétés de production : London-Cannon Films et Easedram
- Distribution : UGC (France), Cannon Film Distributors Ltd. (Royaume-Uni), TriStar (États-Unis)
- Budget : 25 000 000 USD[1]
- Pays de production :  Royaume-Uni
- Langue originale : anglais
- Format : 2.20:1 - couleurs
- Genre : science-fiction, fantastique
- Durée : 101 minutes, 116 minutes (version longue), 89 minutes (version "off" Space Girl Edition)[réf. nécessaire]
- Dates de sortie[2] :
  - États-Unis : 21 juin 1985
  - France : 18 septembre 1985
- Classification[3] :
  - États-Unis : R
  - France : interdit aux moins de 12 ans

## Distribution
- Steve Railsback (VF : Richard Darbois) : le colonel Tom Carlsen
- Peter Firth (VF : Jean-Claude Montalban) : le colonel Colin Kane
- Frank Finlay (VF : Roland Ménard) : Fallada
- Mathilda May (VF : elle-même) : la vampire extraterrestre
- Patrick Stewart (VF : Jean Berger) : Dr Armstrong
- Michael Gothard : le professeur Bukovsky
- Aubrey Morris (VF : Claude Joseph) : Sir Percy Heseltine
- Nancy Paul (nl) (VF : Céline Monsarrat) : Ellen Donaldson
- Nicholas Ball (en) (VF : Vincent Grass) : Roger Derebridge
- Jamie Roberts (VF : Pascal Renwick) : Rawlings

## Production
Inspiré par le roman de Colin Wilson, Lifeforce s'appelait originellement Space Vampires, reprenant donc le titre du livre. En effet, les producteurs craignaient que le titre original ne sonne trop Série B[réf. nécessaire].
Bénéficiant d'un gros budget de la part de Cannon Group, le tournage put ainsi commencer, une fois les multiples versions du scénario arrivant à leurs termes. Tobe Hooper livra donc sa version, content de son travail. Mais ce ne fut pas vraiment aux goûts de Menahem Golan et Yoram Globus (les moguls de la Cannon), qui demandèrent des coupes sur les 128 minutes de métrages reçus. Pour le marché US, il fut décidé de réduire encore le métrage et d'inclure une nouvelle partition musicale, en remplacement de celle d'Henri Mancini. Les producteurs firent donc appel à Michael Kamen pour s'acquitter de la tâche.

## Montage
Il existe donc deux montages officiels (la version director's cut d'une durée de 116 minutes et le montage US de 101 minutes). Les différences entre les deux montages officiels concernent les scènes se passant dans la navette Churchill puis dans le vaisseau extra-terrestre, quelques scènes de violences et d'érotisme,.

## Accueil

### Box-office
Lifeforce sorti sur les écrans américains le 21 juin 1985 eut des recettes décevantes. Il fut en 4e position du box-office, derrière le film de Ron Howard, Cocoon. Les recettes cinéma de Lifeforce furent de 11 603 545 $ aux États-Unis, un faible retour pour un budget estimé à 25 millions de dollars. En France, il totalise 564 688 entrées.